# フロム・ビヨンド
『フロム・ビヨンド』（原題：From Beyond）は、1986年制作のアメリカ合衆国のSFホラー映画。
H・P・ラヴクラフト原作の短編ホラー小説「彼方より」を基に映画化。スチュアート・ゴードン監督。

## あらすじ
科学者のプレトリアスが研究室で無残な変死を遂げ、助手のクロフォードが殺人の容疑者として拘束される。
クロフォードの精神鑑定に当たることになった精神科医のマクマイケルズは、プレトリアスが人間の脳の深淵を刺激し、第六感を増幅させる実験を行なっていたことを知って興味を抱き、その実験を再開させる。
すると、時空を超越した別次元の扉が開き、プレトリアスがおぞましい異形の怪物と化して出現、たちまち研究所は地獄絵図と化す。

## キャスト
- クロフォード：ジェフリー・コムズ
- マクマイケルズ：バーバラ・クランプトン
- バッバ：ケン・フォリー
- プレトリアス：テッド・ソレル